# Getmail
getmail es un agente de recuperación de correo que se creó para reemplazar fetchmail, implementado en Python. Puede recuperar correo desde servidores POP3, IMAP4 y Standard Dial-up POP3 Service con o sin SSL.  Soporta filtrado de e-mails mediante cualquier programa arbitrario, y soporta una gran cantidad de tipos de destinos, incluyendo mboxrd, maildir, y agentes de envío de correo arbitrarios externos.
Getmail es free software y se encuentra bajo la licencia GNU General Public License version 2.  Fue escrito y se encuentra en mantenimiento por Charles Cazabon.